# Planá (ort i Tjeckien, Plzeň)
Planá är en stad i Tjeckien.   Den ligger i distriktet Okres Tachov och regionen Plzeň, i den västra delen av landet, 120 km väster om huvudstaden Prag. Planá ligger 514 meter över havet och antalet invånare är 5 450.
Terrängen runt Planá är platt åt sydväst, men åt nordost är den kuperad. Runt Planá är det ganska tätbefolkat, med 86 invånare per kvadratkilometer. Närmaste större samhälle är Mariánské Lázně, 11,1 km norr om Planá. Omgivningarna runt Planá är en mosaik av jordbruksmark och naturlig växtlighet.